# Звезда (НПП)
Научно-производственное предприятие «Звезда» им. Г. И. Северина (ранее — завод № 918 МАП) — российское предприятие-разработчик систем жизнеобеспечения высотных полётов и космических исследований, средств спасения при авариях и систем дозаправки самолётов топливом в полёте.
Направления научных разработок включают в себя космические скафандры, катапультные кресла, средства аварийного покидания самолётов, спасательные жилеты, огнетушители, другую спасательную, альпинистскую и медицинскую технику.
Предприятие расположено в Московской области, посёлок Томилино, улица Гоголя, 39.

## История

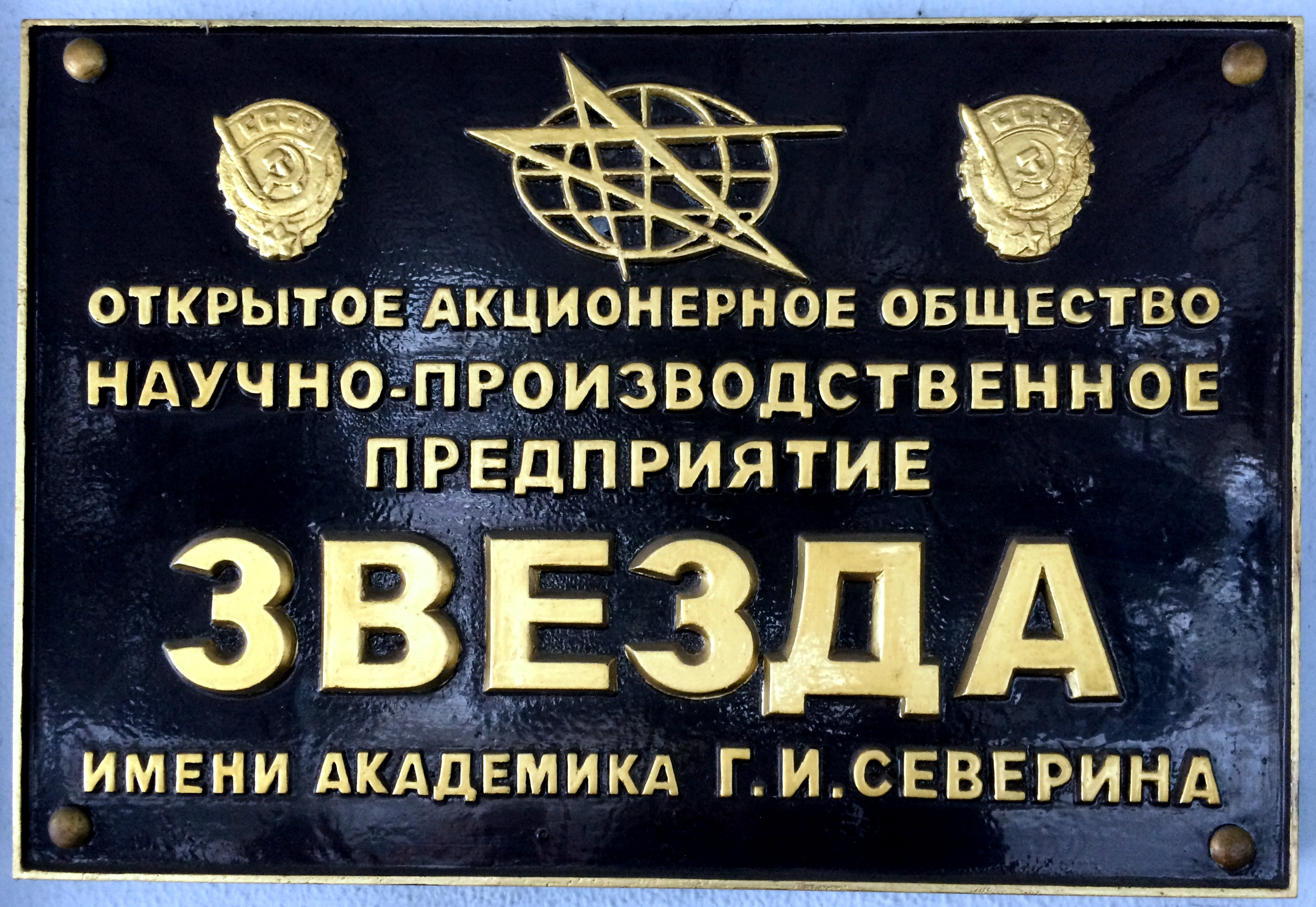

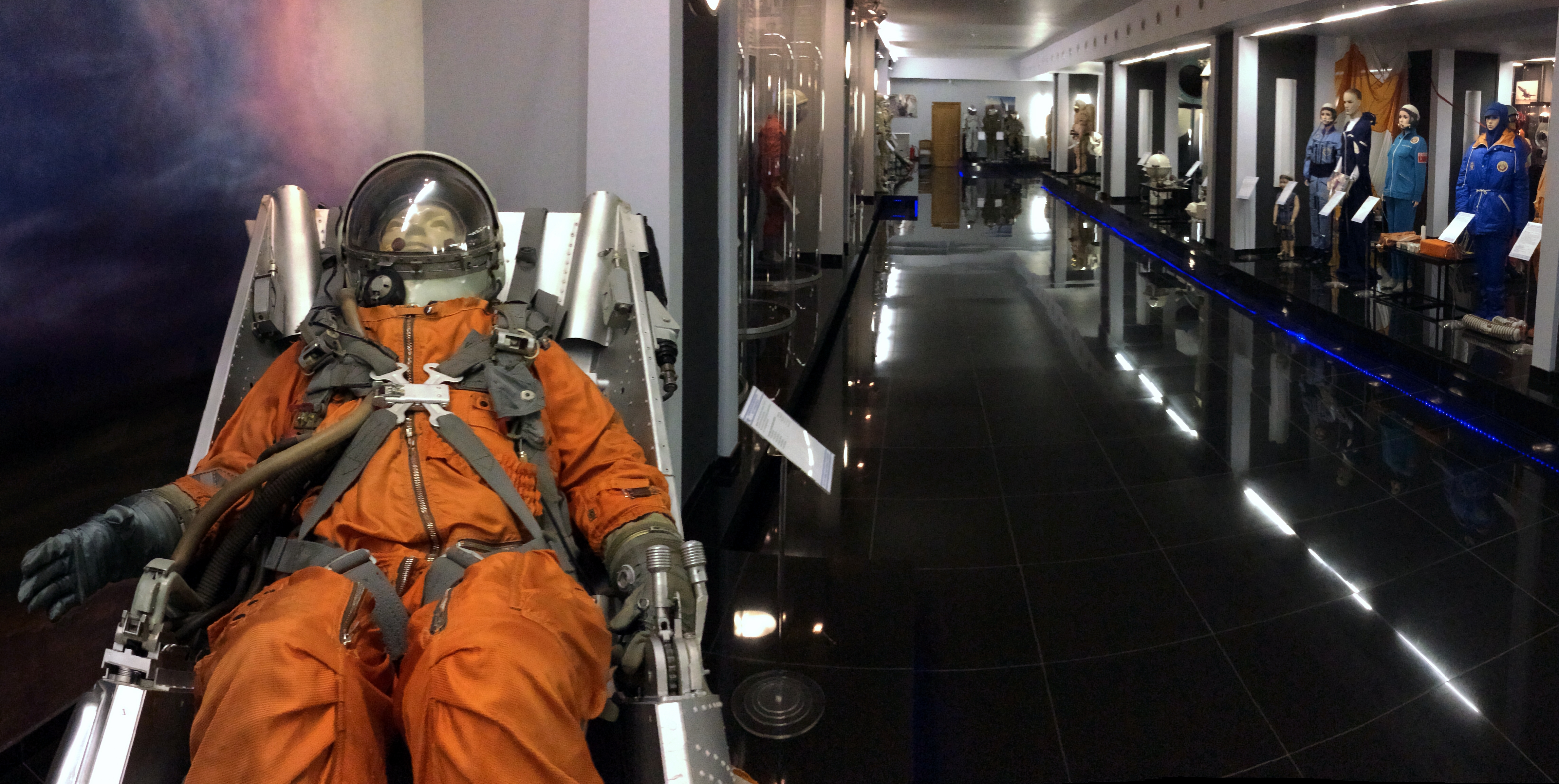
Демонстрационный зал НПП «Звезда»

### Завод № 918 Министерства авиационной промышленности СССР
Предприятие было основано в 1952 для обеспечения советской космической программы. Основными направлениями разработок стало защитное снаряжение лётчиков военной авиации, системы дозаправки в воздухе. С 1960-х годов завод начал разрабатывать космические скафандры, включая самый первый скафандр Юрия Гагарина — СК-1. Созданный конструкторами завода «Звезда» скафандр «Орлан-М» использовался космонавтами на орбитальной станции «Мир» и используется на Международной космической станции.
После катастрофы американского «Челленджера» в 1986 году специально для многоразовой космической системы «Энергия-Буран» коллективом «Звезды» был разработан уникальный комплекс, состоящий из катапультного кресла К-36РБ с дополнительной разгонной ракетной ступенью, спасательного скафандра «Стриж» и системы жизнеобеспечения. Комплекс предназначен для обеспечения возможности покидания экипажем корабля как при старте, так и при посадке, не имеет аналогов в мировой практике, выдержал все наземные и лётные испытания в полном объёме.
Космический скафандр Сокол непрерывно используется с 1973 года.

### Научно-производственное предприятие «Звезда»
В 1994 году с предприятия была снята «секретность», предприятие преобразовано в открытое акционерное общество.
В 1964—2008 годах генеральным конструктором и генеральным директором был академик РАН, доктор технических наук Гай Ильич Северин.
15 декабря 2009 года собрание акционеров НПП «Звезда» приняло решение о присвоении предприятию имени академика Г. И. Северина.
Научно-производственное предприятие «Звезда» — лидирующий российский производитель катапультных кресел для отечественной авиации, завод признается одним из лучших в этой области международными экспертами (в том числе из Соединённых Штатов Америки). Катапультное кресло К-36 и его модификации зарекомендовали себя как невероятно надёжные средства спасения. Завод также выпускает противоперегрузочные костюмы для лётчиков.
Созданные НПП «Звезда» системы успешно эксплуатируются на тысячах военных и гражданских самолетов и вертолётов в России и за рубежом, на всех российских пилотируемых космических кораблях, а также на Международной космической станции.
Имеются многочисленные разработки в области гражданской продукции. Завод выпускает дыхательные аппараты для аварийно-спасательных служб, кислородные аппараты для альпинистов, противошоковые костюмы «Каштан» для спасения пострадавших при катастрофах, нагрузочные костюмы «Адели» для реабилитации детей больных церебральным параличом.

## Руководство
- 1952—1964 — С. М. Алексеев — ответственный руководитель и главный конструктор завода.
- 1964—2008 — Г. И. Северин — генеральный директор и генеральный конструктор.
- 2008—н. в. — С. С. Поздняков — Генеральный директор и главный конструктор.

## Санкции
24 февраля 2023 года, в годовщину начала российского вторжения на Украину, предприятие внесено в санкционный список Великобритании. 1 апреля 2023 года предприятие попало под санкции Украины так как осуществляет «производство и ремонт продукции военного назначения, которая использовалась Россией во время незаконного вторжения в Украину в 2022 году». 11 апреля 2023 года предприятие включено в санкционный список Канады «организаций причастных к войне Путина».

## См. также

Эмблема предприятия на станции «Мир»